# Ede Balló
Ede Balló (n. 17 decembrie 1859, Liptószentmiklós – d. 30 septembrie 1936, Budapesta) a fost un pictor maghiar.